# Giovanni Procacci
Giovanni Procacci este un om politic italian, membru al Parlamentului European în perioada 1999-2004 din partea Italiei.
1. ↑  senato.it, accesat în 25 ianuarie 2022
2. 1 2  Deputații în Parlamentul European